# Philipp Seebacher
Philipp Seebacher (* 1. Januar 1987) ist ein ehemaliger österreichischer Fußballspieler auf der Position eines Mittelfeldspielers.

## Karriere
Seebacher begann seine aktive Karriere als Fußballspieler im Jahre 1993 in den Jugendmannschaften des TSV Pöllau. Nach nur zwei Jahren in Pöllau wechselte er 1995 in die Nachbargemeinde Pöllauberg, wo er in den Jugendmannschaften des dortigen USV zum Einsatz kam. Drei Jahre später, wechselte er im September 1998 zurück zu seinem ersten Verein, dem er bis 2005 die Treue hielt und sich dabei bis zur ersten Kampfmannschaft hocharbeitete.
Zur Saison 2005/06 ging er nach Kapfenberg zum dortigen Kapfenberger SV, der zu diesem Zeitpunkt noch in der zweitklassigen Ersten Liga spielte. Bei den Falken kam er in 27 Spielen zu vier Treffern und feierte zudem in der Saison 2007/08 den Meistertitel in der Ersten Liga. Sein Profidebüt in der zweiten Klasse feierte er am 18. November 2005 bei der 5:1-Niederlage der Kapfenberger gegen den LASK Linz. In der Sommerpause vor der Saison 2008/09 transferierte Seebacher zum SV Bad Aussee in die Regionalliga Mitte.
Nach nur einer halben Saison in der Obersteiermark sowie fünf absolvierten Spielen und einem Treffer wechselte er wiederum eine Spielklasse tiefer in die steirische Landesliga zum UFC Fehring. Bei 13 absolvierten Meisterschaftsspielen erzielte er sieben Tore.
Noch vor der Saison 2009/10 folgte ein weiterer Wechsel Seebachers. Diesmal ging es zum SC Weiz, dessen Kampfmannschaft ihren Spielbetrieb zum damaligen Zeitpunkt in der drittklassigen Regionalliga Mitte hatte. Für die erste Mannschaft erzielte er bei zwölf gespielten Ligapartien im Herbst zwei Treffer. Im darauffolgenden Frühjahr brachte er es nur mehr auf zwei torlose Einsätze für die zweite Mannschaft in der fünftklassigen Oberliga Süd/Ost. Danach schloss er sich dem deutschen Regionalligisten SC Pfullendorf an und war in weiterer Folge Stammspieler. Bei 25 Meisterschaftseinsätzen kam er auf vier Treffer und wechselte daraufhin im Sommer 2011 zum VfB Friedrichshafen, für den er bis zur Winterpause 2012/13 in der siebentklassigen deutschen Landesliga Württemberg antrat. Danach zog er sich weitestgehend aus dem Fußballsport zurück und feierte kurz nach seinem 30. Geburtstag sein Comeback, als er am Jahresbeginn 2017 beim steirischen Achtligaklub USV Saifenboden zu spielen begann. Nach zwei Freundschaftsspielen im Februar und zwei Meisterschaftspartien im März war seine Karriere danach auch schon wieder vorbei. Seinen Spielerpass hinterlegte er ab Sommer 2017 beim USV Stubenberg, kam für diesen in weiterer Folge jedoch nicht zum Einsatz.

## Erfolge
- 1× Österreichischer Zweitligameister: 2007/08 (Erste Liga)